# イェンス・カユステ
イェンス・カユステ（Jens Cajuste, スウェーデン語発音: [jɛns kaˈjɵst], 1999年8月10日 - ）は、スウェーデン・ヨーテボリ出身のプロサッカー選手。イプスウィッチ・タウンFC所属。スウェーデン代表。ポジションはミッドフィールダー。

## 経歴

### 幼少期
ハイチ系アメリカ人の父親とスウェーデン人の母親のもと、ヨーテボリで生まれた。5歳のときに父親の仕事に帯同し家族で中国に渡り、洛陽で1年、北京で3年を過ごした。サッカーを始めたのはこの頃であった。

### クラブ
2010年にエルグリーテの下部組織に入団。2016年に16歳でトップチームに昇格。同年10月17日のスーペルエッタンのシリウス・フォトボル戦でプロデビュー。
2018年6月27日、デンマークのミッティランと5年契約を締結。2019-20シーズンに先発に定着し、10月21日のラナース戦でプロ初ゴールを記録。加入1年目の2019-20シーズンは24試合1ゴールを記録して、リーグ優勝に貢献し、翌2020-21シーズンはUEFAチャンピオンズリーグにも出場した。2021年3月21日のヴェイレ戦では、強烈なミドルシュートを決め、話題を呼んだ。2022年1月10日、フランスのスタッド・ランスに移籍。4年半契約で、移籍金は1,000万ユーロと報じられている。2023年8月10日、イタリアのナポリに移籍。5年契約で、移籍金は1,200万ユーロとみられている。
2024年8月19日、プレミアリーグに昇格したイングランドのイプスウィッチ・タウンFCに1シーズンローンで加入した。イプスウィッチではレギュラーとしてプレーしたが、チームは1シーズンでEFLチャンピオンシップに降格してしまった。
2025年8月8日、再びイプスウィッチに1シーズンローンで加入した。ローン契約には条件付き買取義務条項が付帯しており、ファブリツィオ・ロマーノによればレンタル料として200万ユーロがナポリに支払われる他、イプスウィッチがプレミアリーグに復帰した場合にはナポリに750万ユーロの移籍金を支払って完全移籍に移行するとしている。

### 代表
2019年にU-21のスウェーデン代表に招集。2020年11月にフル代表に初招集。11日のデンマークとの親善試合で代表デビュー。90分間フル出場するも、試合は0-2で敗戦。更に2021年3月には2022 FIFAワールドカップ・ヨーロッパ予選の代表にも招集された。

## 個人成績

### クラブ
| 国内大会個人成績 | 国内大会個人成績 | 国内大会個人成績 | 国内大会個人成績 | 国内大会個人成績 | 国内大会個人成績 | 国内大会個人成績 | 国内大会個人成績 | 国内大会個人成績 | 国内大会個人成績 | 国内大会個人成績 | 国内大会個人成績 |
| 年度             | クラブ           | 背番号           | リーグ           | リーグ戦         | リーグ戦         | リーグ杯         | リーグ杯         | オープン杯       | オープン杯       | 期間通算         | 期間通算         |
| 年度             | クラブ           | 背番号           | リーグ           | 出場             | 得点             | 出場             | 得点             | 出場             | 得点             | 出場             | 得点             |
| スウェーデン     | スウェーデン     | スウェーデン     | スウェーデン     | リーグ戦         | リーグ戦         | リーグ杯         | リーグ杯         | オープン杯       | オープン杯       | 期間通算         | 期間通算         |
| ---------------- | ---------------- | ---------------- | ---------------- | ---------------- | ---------------- | ---------------- | ---------------- | ---------------- | ---------------- | ---------------- | ---------------- |
| 2016             | エルグリーテ     | 13               | スーペルエッタン | 3                | 0                | 0                | 0                | -                | -                | 3                | 0                |
| 2017             | エルグリーテ     | 27               | スーペルエッタン | 3                | 0                | 2                | 0                | -                | -                | 5                | 0                |
| 2018             | エルグリーテ     | 27               | スーペルエッタン | 8                | 0                | 0                | 0                | -                | -                | 8                | 0                |
| デンマーク       | デンマーク       | デンマーク       | デンマーク       | リーグ戦         | リーグ戦         | リーグ杯         | リーグ杯         | オープン杯       | オープン杯       | 期間通算         | 期間通算         |
| 2018-19          | ミッティラン     | 40               | スーペルリーガ   | 2                | 0                | -                | -                | 1                | 0                | 3                | 0                |
| 2019-20          | ミッティラン     | 40               | スーペルリーガ   | 24               | 1                | -                | -                | 1                | 0                | 25               | 1                |
| 2020-21          | ミッティラン     | 40               | スーペルリーガ   | 27               | 1                | -                | -                | 4                | 0                | 31               | 1                |
| 2021-22          | ミッティラン     | 40               | スーペルリーガ   | 5                | 0                | -                | -                | 1                | 0                | 6                | 0                |
| フランス         | フランス         | フランス         | フランス         | リーグ戦         | リーグ戦         | F・リーグ杯      | F・リーグ杯      | フランス杯       | フランス杯       | 期間通算         | 期間通算         |
| 2021-22          | スタッド・ランス | 8                | リーグ・アン     | 8                | 2                | -                | -                | 1                | 0                | 9                | 2                |
| 2022-23          | スタッド・ランス | 8                | リーグ・アン     | 31               | 3                | -                | -                | 2                | 1                | 33               | 4                |
| イタリア         | イタリア         | イタリア         | イタリア         | リーグ戦         | リーグ戦         | イタリア杯       | イタリア杯       | オープン杯       | オープン杯       | 期間通算         | 期間通算         |
| 2023-24          | ナポリ           | 24               | セリエA          | 26               | 0                | 1                | 0                | -                | -                | 27               | 0                |
| イングランド     | イングランド     | イングランド     | イングランド     | リーグ戦         | リーグ戦         | FLカップ         | FLカップ         | FAカップ         | FAカップ         | 期間通算         | 期間通算         |
| 2024-25          | イプスウィッチ   | 12               | プレミアリーグ   | 30               | 1                | 1                | 0                | 2                | 0                | 33               | 1                |
| 通算             | スウェーデン     | スウェーデン     | スーペルエッタン | 14               | 0                | 2                | 0                | -                | -                | 16               | 0                |
| 通算             | デンマーク       | デンマーク       | スーペルリーガ   | 58               | 2                | -                | -                | 7                | 0                | 65               | 2                |
| 通算             | フランス         | フランス         | リーグ・アン     | 39               | 5                | -                | -                | 3                | 1                | 42               | 6                |
| 通算             | イタリア         | イタリア         | セリエA          | 26               | 0                | 1                | 0                | -                | -                | 27               | 0                |
| 通算             | イングランド     | イングランド     | プレミアリーグ   | 30               | 1                | 1                | 0                | 2                | 0                | 33               | 1                |
| 総通算           | 総通算           | 総通算           | 総通算           | 167              | 8                | 4                | 0                | 12               | 1                | 183              | 9                |

### 代表
| スウェーデン代表 | 国際Aマッチ | 国際Aマッチ |
| 年               | 出場        | 得点        |
| ---------------- | ----------- | ----------- |
| 2020             | 2           | 0           |
| 2021             | 7           | 0           |
| 2022             | 5           | 0           |
| 2023             | 6           | 0           |
| 2024             | 5           | 0           |
| 通算             | 25          | 0           |

## タイトル

### クラブ
ミッティラン
- デンマーク・スーペルリーガ（2019-20）

### 個人
- プレミアリーグ月間最優秀ゴール（英語版）（2025年3月）[16]